# 카푸 환초

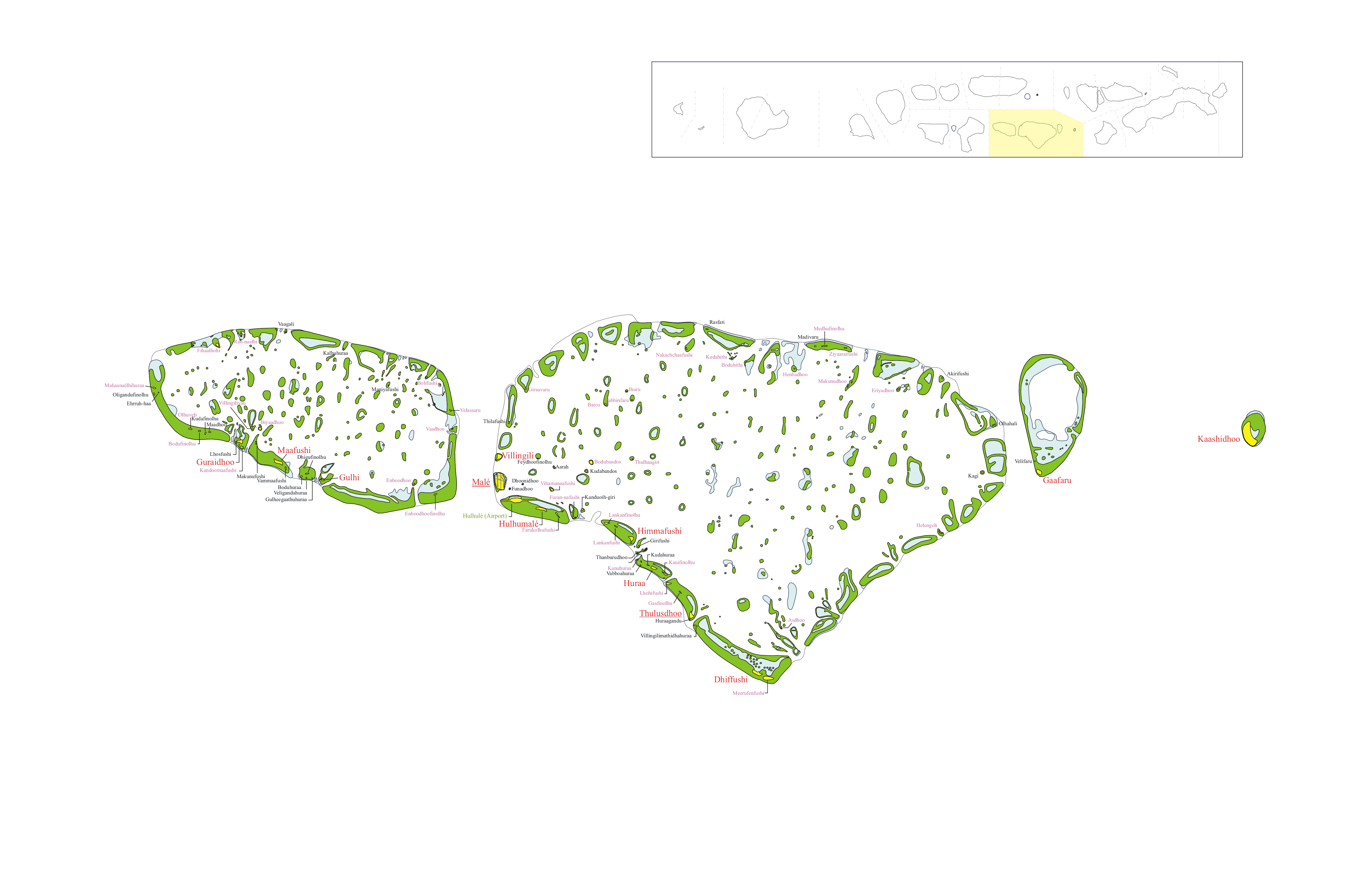
카푸 환초

카푸 환초(디베히어: ފާދިއްޕޮޅު, Kaafu)는 몰디브 중부에 위치한 환초로 행정 중심지는 툴루스두이며 인구는 9,886명(2006년 기준)이다. 107개 섬으로 구성되어 있다. 카푸 환초는 카시두섬, 가파루섬, 북말레환초, 남말레환초로 구성된 몰디브 공화국의 행정 구역에 부여된 코드명이다. 두 말레 환초가 이 행정 구역의 주요 섬이기 때문에, 카푸 환초 전체 행정 구역은 공식적으로 말레 환초(Malé Atoll) 또는 디베히어로 말레 아톨루(Malé Atolhu)로 불린다.
몰디브의 수도인 말레와 인근 섬인 빌링길리, 훌룰레, 훌루말레는 지리적으로는 북 말레 환초에 속하지만, 카푸 환초 행정 구역에 속하지 않으며 별도의 행정 구역이다.